# Forotic (gmina)
Gmina Forotic – gmina w okręgu Caraș-Severin w zachodniej Rumunii. Zamieszkuje ją 1708 osób. W skład gminy wchodzą miejscowości Forotic, Brezon, Comorâște i Surducu Mare. 